# Michael Andersson (handbollsspelare)
Emil Michael Hampus Andersson, född 5 januari 1992 i Trelleborg, är en svensk handbollsmålvakt. 

## Karriär
Michael Andersson började spela handboll i Trelleborgsklubben Stavstens IF och gjorde A-lagsdebut där som 16-åring. Andersson bytte klubb då Stavsten/Trelleborg HBK lades ner 2011. Han gick då till OV Helsingborg för att få spela i allsvenskan. 2016 kvalade OV till eliten men missade kvalet. Då bytte Andersson klubb till IFK Skövde. Efter två år där valde han att återvända till OV Helsingborg.